# Paint (hästras)
Paint eller American Paint Horse, är en hästras som utvecklats i USA. Det finns strikta krav för härstamning och endast hästar där härstamningen kan verifieras kan registreras som painthäst. Hästarna registreras i American Paint Horse Association som har en "affiliate" i Sverige: Swedish Paint Horse Association. Paint som ras ska inte förväxlas med pinto som finns registrerade under en egen organisation som registrerar alla slags hästar, ponnyer och även miniatyrhästar som är skäckfärgade. Pinto är alltså en färgtillhörighet, inte en ras.
Painthästen är en välbyggd häst som alltid är antingen skäckfärgad, dvs fläckig, eller helfärgad, det finns fyra olika teckningar overo, tobiano, tovero eller solid. Hästarna är mellan 145 och 165 cm i mankhöjd och är idag mest populär inom westernridning och rancharbete. I USA där hästarna är omåttligt populära används de dock inom all slags ridsport och även till körning. Det finns ca 800 000 registrerade painthästar i världen, varav 1000 av dem i Sverige. I Sverige tävlas inom: Halter (utställningsklaser); Engelska klasser såsom Hunter under Saddle och Hunter Hack samt inom olika Westerngrenar såsom Western Pleasure, Reining eller Trail. På Painttävlingarna i Sverige är förekommer många olika klasserna inom alla dessa inriktningar. 

## Historia

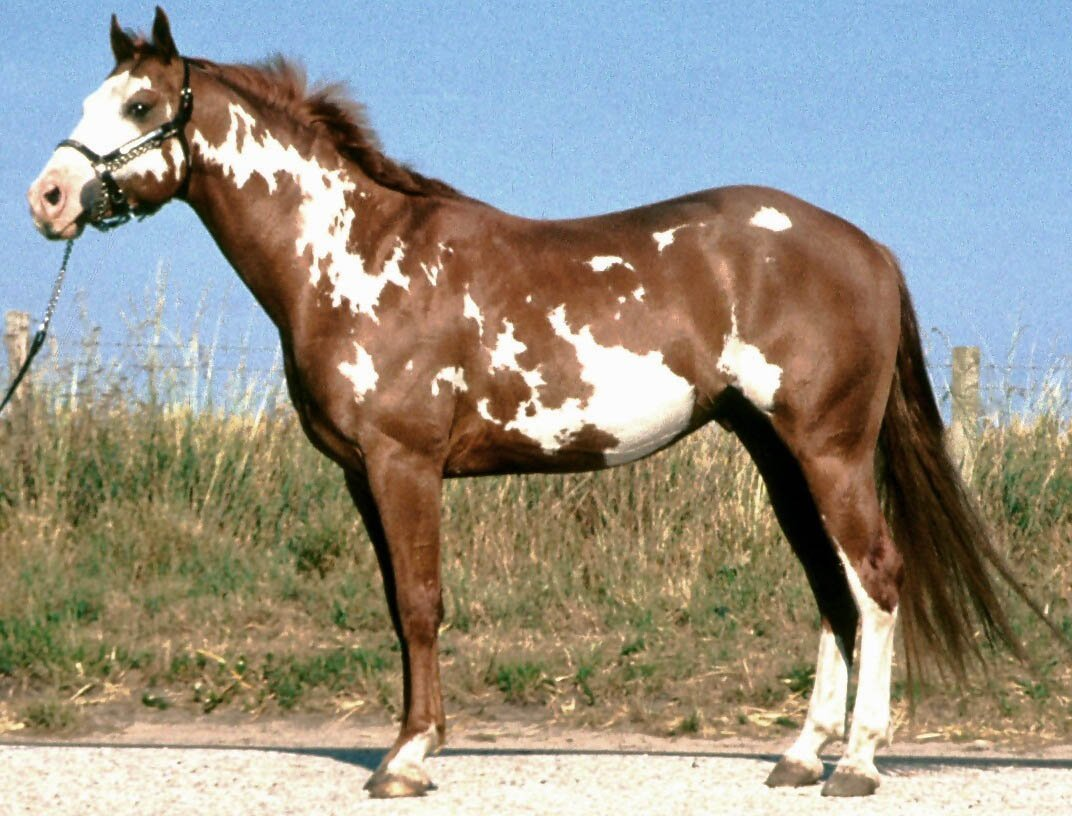
Painthästarna kan ha många olika teckningar och grundfärger. Här syns en skäckfärgad häst med fux som grundfärg. Denna specifika teckning kallas Overo.

I likhet med alla andra amerikanska hästraser så har painthästen sitt ursprung i de spanska hästar som fördes till Amerika efter upptäckten av den så kallade Nya världen. Just painthästens förfäder anses vara de hästar som fördes till Amerika med Hernan Cortes och hans följe av conquistadorer som kom till nya världen för att söka rätt på de rikedomar som ryktena sa fanns i Amerika. Enligt en av följeslagarna, Diaz del Castillo, hade följet med sig en skäckfärgad häst som kallades för Pinto. Namnet kom troligen från det spanska ordet "pintada"  som betyder målad. 
Detta var den första dokumentationen över Pintohästar i USA. Under tidigt 1800tal hade många av de spanska hästarna som rymt eller släppts fria under koloniseringen utvecklats till olika hjordar med förvildade hästar, oftast med en otrolig renhet i hästarnas blodslinjer. En av dessa hjordar var mycket uppmärksammad då alla hästarna var fläckiga. Det fläckiga mönstret sades fungera utmärkt som kamouflage och hästarna blev populära hos indianerna. Comancheindianerna som räknades som de bästa hästkännarna på slätterna favoriserade de hästar som hade stora tydliga mönster. De målade bland annat bilder på mönstrade hästar på buffelskinn. 
Under hela 1800-talet och långt in på 1900-talet kallades alla fläckiga hästar för olika namn, t.ex. Pinto, Paint, Skewbald och Piebald, beroende på deras teckning och grundfärg. Under 1950-talet startades en grupp som skulle jobba för att bevara den ursprungliga skäckfärgade hästen från stäpperna. "Pinto Horse Association" startades. Men 1962 startades ytterligare en förening, "American Paint Stock Horse Association", som inte bara ville bevara de skäckfärgade hästarna utan även sätta en standard på hästarna som skulle bli en egen ras, väl lämpad för boskapsskötsel. Grundaren Rebecca Tyler Lockheart ringde runt för att höra om folk var intresserade och fick hundratals brev och telefonsamtal. För att ytterligare öka intresset för en ny ras organiserade föreningen en utställning och alla som hade painthästar i området fick ta med sina hästar för att visa upp dem. Redan 1961 blev den första klassen för ainthästar öppen på andra utställningar. 
11 augusti 1962 registrerade Rebecca Taylor Lockheart den första hästen i sin förening, en svartvit hingst som hette Bandits Pinto från Texas. Rebecca skapade även ett nyhetsbrev och i slutet av året hade hon redan fått in 150 medlemmar och 250 registrerade hästar. 1963 lät Rebecca styret av föreningen gå över till en man vid namn Ralph Morrison som flyttade föreningen till Amarillo, även denna i Texas. Samma år organiserades föreningens första utställning där man kunde vinna pokaler och en dyrbar sadel. 
1964 hade antalet medlemmar i föreningen ökat i raketfart till 1005 och 1269 registrerade hästar. En nystartad förening kallad "American Paint Quarter Horse Association", registrerade skäckfärgade Quarterhästar, men denna förening stod helt klart i skuggan av Rebeccas förening och man bestämde sig för att slå ihop de båda föreningarna och man tog bort Stock i namnet för att få ett förkortat namn på den nya föreningen, "American Paint Horse Association". Nu hade föreningen så mycket som 1300 medlemmar och 3800 registrerade hästar. 
Efter 1970-talet satte man en ny standard för rasen och regler för hur registreringen skulle gå till. Man erkände korsningar av de gamla painthästarna med quarterhäst eller engelskt fullblod, förutsatt att hästen behöll sitt lite kraftiga utseende. För att registreras som painthäst krävdes även att både mamman och pappan var registrerade i American Paint Horse Association, eller även "Jockey Club" (fullblod) och "American Quarter Horse Association". Hästarna måste även ha tillräckligt med vit päls på kroppen, så att man inte kunde registrera hästar som var bruna eller svarta med stora vita tecken. 
Idag är föreningen den näst största föreningen i USA med ca 800 000 registrerade hästar världen över. Painthästen har funnits i Sverige i ca 20 år och föreningen "Swedish Paint Horse Association" har idag ca 1000 registrerade hästar.

## Egenskaper

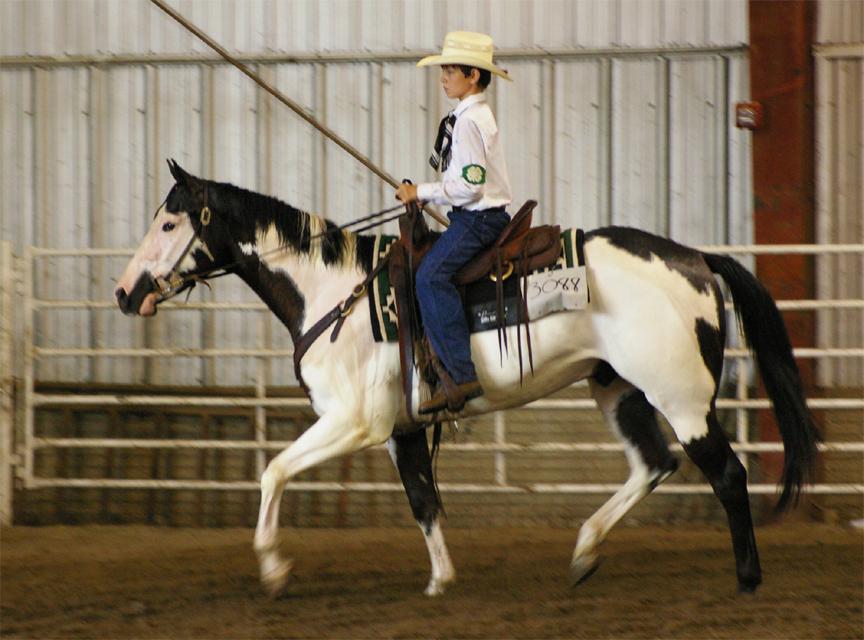
Painthästen är idag mycket populär inom westernridning.

Painthästen har ganska kraftig exteriör, men är trots detta en mycket atletisk häst. Halsen är muskulös och kraftig, medan huvudet är litet med rak nosprofil. Mankhöjden är mellan 145 cm och 165 cm. De hästar som har mycket quarterblod i sig visar ofta upp en typisk quarterexteriör, med kraftig bakdel, medan de som har lite mer fullblod i sig har en lättare exteriör. 
Paint har ofta vallinstinkt, det vill säga förmågan att läsa av kalvar och rasen är därför lämplig inom westernridning och boskapsskötsel. Men painthästar används inom all slags ridsport och även till körning och vanlig nöjesridning. 

### Teckningar
Painthästens starkaste kännetecken är den fläckiga färgen, kallad skäck som är stora vita fläckar på färgad botten. Grundfärgen kan vara vilken färg som helst. Bland painthästarna finns en rad olika teckningar. 
- Tobiano: Den vanligaste teckningen, med stora, rundade fält, vita ben och oftast vitt över ryggen. De vita fälten är oftast dominerande över kroppen. Huvudet kan dock vara mörkt med vita tecken.
- Overo: Innefattar flera olika teckningar som innehar skarpa, men oregelbundet formade färgfält. Hästen är sällan vit över ryggen, men ansiktet är ofta vitt, ibland med blåa ögon.
- Frame: Frame är en typ av Overo. De bruna oregelbundna fälten lägger sig som en ram längs rygg, bog och buken på hästen, med helt vit päls på hästens sidor.
- Sabino: Sabino ger oftast inte stora vita fält på hästens kropp. Istället har hästen vita tecken som går högt upp på benen, vit mage och stora vita tecken i ansiktet som går förbi ögon. Hästen kan även ha insprängda vita hår i sin vanliga hårrem.
- Splashed white:Denna variant är ovanligast av teckningarna. Hästarna har då grundfärgen helt koncentrerad till överdelen av kroppen. Det ser ut som att man hällt färg över en vit häst, eller som att man doppat en färgad häst i vit färg. Hästarna har oftast vitt huvud och blåa ögon.
- Tovero: Tovero är en mix av Tobiano och Overo med både stora och små fält och hästen visar ofta upp ljusa blå ögon på mörkt huvud.
- Solid: En häst som inte visar upp några vita fläckar utan är helfärgad. Dessa kan registreras som paint om de visar upp övriga karaktäristiska drag, eller om de testas positivt för skäckgener.
- Chrome: En informell term som används för beskriva hästar som har mindre fläckar eller "prickar" bland de större fläckarna.

En painthäst behöver alltså inte vara fläckig utan det finns även individer som inte har några större vita fläckar. Dessa kallas då "Solid Paint-Bred" eller "minimal whites" och är oftast enfärgade med stora vita tecken på ben och ansikte. Dessa kan dock testas för skäckgener för att kunna registreras som painthästar. De kan även registreras utan skäckgen om de uppvisar de karaktärsdrag som är typiska för painthästen.

## Paint eller Pinto
Den största skillnaden mellan pinto och paint är reglerna som kringgår de olika raserna. Painthästen är en strikt kontrollerad och fast etablerad hästras som får innehålla få blodslinjer, medan Pinto är en benämning på färgen skäck i engelska språket och kan vara vilken hästras eller korsning som helst, så länge den är skäckfärgad.
I USA finns två olika föreningar för dessa hästar och en Pinto kan inte registreras som en painthäst om inte dess föräldrar är registrerade Painthästar, och hästen får inte innehålla några andra raser förutom Quarter och engelskt fullblod.

## Lethal White Syndrome
Overo lethal white syndrome, eller OLWS, är en genetisk hästsjukdom som enbart drabbar skäckfärgade hästar, och då oftast painthästar, men alla hästar som är skäck kan bära på genen. Sjukdomen drabbar alltid fölen som föds helt vita. Sjukdomen orsakar även att fölet föds med ihopväxta tarmar och utan blindtarm och dör i akuta kolikattacker. Sjukdomen har nästan alltid dödlig utgång hos fölen.
Genen som styr sjukdomen är en mutation som upptäcktes första gången 1982 men det var under mitten av 1990-talet som man började forska mer om genen och hur den fungerade då många uppfödare av painthästar vägrade att avla på ston eller hingstar som hade eftergett ett föl med OLWS. Forskningen visade att föl enbart kunde få OLWS om genen fanns hos båda föräldrarna och statistiskt sett blir vart fjärde föl OLWS-drabbat. För de föl som inte föds vita kan man göra blodtester för att se om de bär på genen.
Även om två hästar skulle bära på denna gen så är det enbart ca 25 % av avkommorna som ärver sjukdomen. Men för att undvika sjukdomen är det förbjudet att avla på OLWS-positiva hingstar.